# Piedad del Vaticano

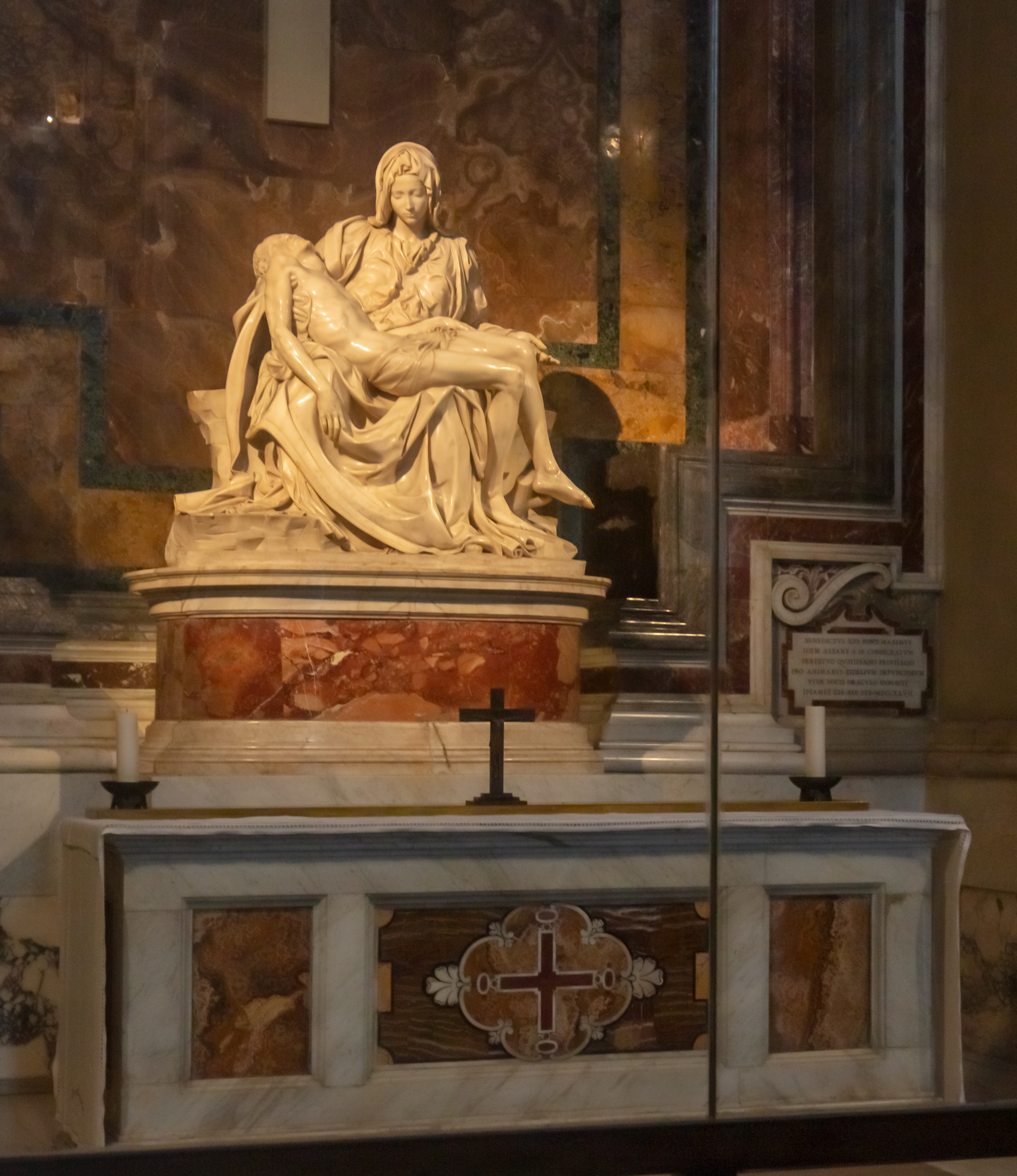
Vista general

La Piedad del Vaticano o Pietà es un grupo escultórico en mármol realizado por Miguel Ángel entre 1490 y 1498. Sus dimensiones son 1,74 por 1,95 m. Se encuentra en la Ciudad del Vaticano.
La escultura representa a la Virgen María sosteniendo a Cristo muerto tras la crucifixión. El dramatismo que representa la escena se equilibra con la ternura y la belleza del conjunto: una madre joven implorando piedad por su hijo muerto.

## Descripción e historia
Esta obra es de bulto redondo, lo que significa que se puede ver desde todos los ángulos, pero el punto de vista preferente es el frontal.
La Virgen María, joven, bella , piadosa, cuyas vestiduras se expanden con numerosos pliegues, sostiene a Cristo muerto y que, intencionadamente, aparenta mayor edad que la madre, en una composición triangular sosegada, llena de ternura y que muestra el dolor de una madre al ver a su hijo muerto en sus brazos. La juventud de la Virgen María es muestra del idealismo renacentista: se trata de representar el ideal de belleza y juventud, una madre eternamente joven y bella.
Vasari dijo de ella: «Es una obra a la que ningún artífice excelente podrá añadir nada en dibujo, ni en gracia, ni, por mucho que se fatiguen, en fortaleza, en poder de finura, tersura y cincelado del mármol».
La obra fue encargada por el cardenal de Saint Denis, Jean Bilhères de Lagraulas, benedictino, embajador del monarca francés ante la Santa Sede, al que el autor conoció en Roma. El contrato entre el cardenal y el artista se firmó el 26 de agosto de 1498, y en él se estipulaba, además del pago de 450 ducados de oro, que habría de estar terminada antes de un año; y en efecto, dos días antes de cumplirse el plazo la obra maestra ya estaba terminada, cuando el cardenal había muerto unos días antes, por lo que su primer emplazamiento fue sobre la propia tumba del prelado en la Capilla de Santa Petronila del Vaticano. La Piedad fue trasladada entre el año 1749 y 1750 a su ubicación actual en la basílica de San Pedro, la primera capilla a la derecha.
Fue la primera vez que el artista abordaba este tema iconográfico, luego repetido a lo largo de su vida con diversos tratamientos, que ponen de manifiesto su evolución artística y espiritual. La última de esta serie de Piedades sería la denominada Piedad Rondanini, que dejó inacabada al caer enfermo y morir, y cuyo patetismo, que anticipa el barroco, nada tiene que ver con la serenidad clásicamente renacentista de esta obra de juventud.
El artista contaba entonces veinticuatro años; había trabajado los dos últimos años en la realización de las figuras de la Virgen con el cuerpo de Cristo en las rodillas y el pulimentado de todos los detalles. Miguel Ángel comenzó por escoger personalmente en las canteras de los Alpes Apuanos de la Toscana el bloque de mármol más apropiado, sobre el que después no haría más que seguir los impulsos de su arte como escultor, es decir —como refiere Vasari—, quitando toda la materia pétrea sobrante del bloque hasta conseguir la forma pensada, pues para Miguel Ángel en el interior de un bloque de mármol está contenida toda la Naturaleza; el artista ve con los ojos del intelecto las formas encerradas en la piedra, en este caso el dolor de una madre que tiene sobre sus rodillas a un hijo asesinado; lo demás es cuestión de técnica y paciencia hasta descubrir las formas concretas.
Cuando la obra fue finalizada y entregada, algunos pusieron en duda que hubiera sido Miguel Ángel el verdadero autor de la misma, dudando de él por su juventud. Al enterarse, Buonarroti, en un arranque de furia, grabó a cincel su nombre en la escultura, siendo esta la única obra firmada del artista. En la cinta que cruza el pecho de la Virgen puede leerse: «Michael A[n]gelus Bonarotus Florent[inus] Facieba[t]» («Lo hacía Miguel Ángel Buonarroti, florentino»).
En esta escultura predominan las armonías de contraste. Hay tres:
- Primera armonía: los ejes del cuerpo de Jesús (líneas quebradas) se contraponen a los pliegues curvilíneos y angulados de los vestidos de la Virgen María.
- Segunda armonía: el brazo derecho de Jesús cae inerte. Este se contrapone al brazo izquierdo de la Virgen, que está lleno de vida y conmiseración.
- Tercera armonía: los pliegues de la Virgen con oquedades forman contrastes de claroscuro. Estos se contraponen a las superficies claras y lisas del cuerpo de Jesús, expresados en «sfumato».

Representa, como mencionamos anteriormente, el ideal de belleza del renacimiento.

## Ataque a la obra

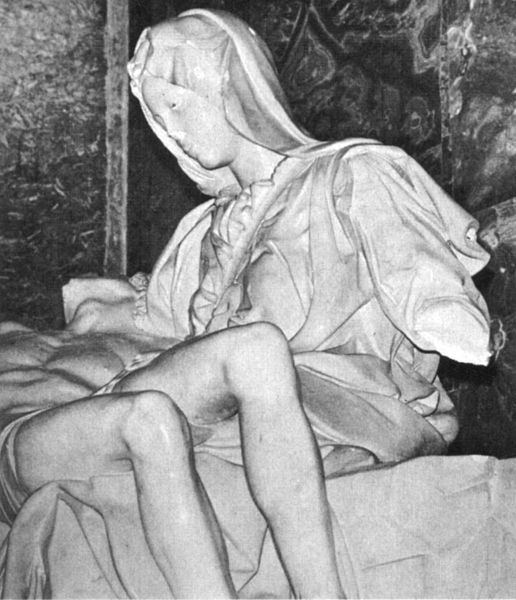
Una visión detallada del ataque a la obra, mayo 1972.

El 21 de mayo de 1972 (día de Pentecostés) la imagen sufrió un atentado cuando un geólogo australiano de origen húngaro, llamado Laszlo Toth, golpeó en apenas unos pocos segundos el rostro y uno de los brazos de la Virgen con un martillo en repetidas ocasiones, mientras gritaba ¡Yo soy Jesucristo!; rápidamente fue reducido y detenido.
La estatua sufrió graves daños, sobre todo en la figura de la Virgen: el martilleo había quitado cincuenta fragmentos, rompiendo su brazo izquierdo y el codo, mientras que la nariz de su rostro estaba prácticamente destruida, así como los párpados. La restauración se inició casi de inmediato, después de un período de estudio, y se llevó a cabo en la mayor medida de lo posible mediante la reutilización de los fragmentos originales, así como una pasta hecha de pegamento y polvo de mármol. Se llevó a cabo en unos laboratorios cerca de los Museos Vaticanos, bajo la responsabilidad del director Deoclecio Redig de Campos y, gracias a la existencia de numerosos modelos, fue posible reanudar el trabajo con fidelidad, sin alteraciones arbitrarias.
Desde entonces, la Piedad está protegida por una pared de vidrio especial a prueba de balas. El autor de este atentado, reconocido como una persona con enfermedades mentales, se mantuvo en un psiquiátrico italiano por dos años (29/1/1973 - 9/2/1975) y luego regresó a Australia.